# Шахраї (фільм, 1959)
«Шахраї» (італ. I Magliari) — комедійна драма режисера Франческо Розі 1959 року виробництва Італії та Франції, в якій грають Альберто Сорді, Белінда Лі та Ренато Сальваторі.
Фільм був обраний до числа 100 італійських фільмів, які потрібно зберегти, від післявоєнних до вісімдесятих років ХХ століття.

## Сюжет
Фердинандо Маглюло (Альберто Сорді), на прізвисько «Тотоно», є лідером групи італійських робітників, які протягом багатьох років перебувають у Західній Німеччині. Вони продають у Ганновері тканини та килими сумнівного походження. Коли молодий італійський іммігрант Маріо Бальдуччі (Ренато Сальваторі) втрачає роботу, він приєднується до групи «Тотоно».

## Ролі виконують
- Ренато Сальваторі — Маріо Бальдуччі
- Альберто Сорді — Фердинандо Маглюло, «Тотоно»
- Белінда Лі[it] — Паула Маєр
- Ніно Вінґеллі[it] — Вінченцо
- Альдо Джуфре[it] — Армандо
- Альдо Буфі Ланді[it] — Родольфо Валентино
- Жаклін Вандаль[fr] — Фріда
- Йозеф Дамен[de] — пан Маєр
- Антоніо Ла Райна[it] — шахрай

## Нагороди
- 1960 Премія «Срібна стрічка» Італійського національного синдикату кіножурналістів:
  - за найкращу операторську роботу[it] — Джанні Ді Венанцо
- 1960 Премія Міжнародного кінофестивалю у Сан-Себастьяні:
  - особлива відзнака